# Aragoiânia
| Aragoiânia                      | Aragoiânia                                    |
| ------------------------------- | --------------------------------------------- |
|                                 |                                               |
| Wappen                          | Flagge                                        |
| Wappen von Aragoiânia unbekannt | Flagge von Aragoiânia unbekannt               |
| Karte                           |                                               |
|                                 |                                               |
| Basisdaten                      |                                               |
| Staat:                          | Brasilien (BRA)                               |
| Verwaltungsgliederung:          | Mittelwesten                                  |
| Bundesstaat:                    | Goiás (GO)                                    |
| Mesoregion:                     | Zentral-Goiás                                 |
| Mikroregion:                    | Goiânia                                       |
| Geografische Lage:              | 16° 55′ S, 49° 27′ W                          |
| Distanz zu Goiânia:             | 27 km                                         |
| Höhe:                           | 859 m                                         |
| Fläche:                         | 218,755 km²                                   |
| Einwohner:                      | 8.375                                         |
| Bevölkerungsdichte:             | 38,3 Einwohner / km²                          |
| Postleitzahl (CEP):             | 75.360-000                                    |
| Telefonvorwahl:                 | +55 62                                        |
| Adresse der Stadtverwaltung:    |                                               |
| Offizielle Webseite:            | keine                                         |
| Jahrestag:                      | 14. November                                  |
| Gemeindegründung:               | 1958                                          |
| Politik                         |                                               |
| Bürgermeister:                  | Nauginel Antunes do Prado (PSDB), (2017–2020) |
| Vize-Bürgermeister:             |                                               |

Aragoiânia, amtlich Município de Aragoiânia, ist eine Gemeinde (município) im brasilianischen Bundesstaat Goiás. Sie gehört zur Metropolregion Goiânia.

## Geographische Lage
Aragoiânia grenzt an die Gemeinden
- im Norden an Abadia de Goiás
- im Nordosten an Aparecida de Goiânia
- im Osten und Süden an Hidrolândia
- im Südwesten an Varjão
- im Westen an Guapó

Aragoiânia liegt etwa 42 km südwestlich von Goiânia und ist mit ihr über die doppelspurige, richtungsgetrennte Staatsstraße GO-040 verbunden. Die Gemeinde gehört zur Metropolregion von Goiânia.